# Филопап монумент
Филопап монумент (на гръцки: Μνημείο Φιλοπάππου) е древногръцки гробен мавзолей, издигнат в Атина, Гърция, на Хълма на музите, югозападно от Акропола.
Той е издигнат от атиняните между между 114 и 119 г. в чест на Гай Юлий Антиох Епифан Филопап (65–116 г.), принц на Комагена, живял в изгнание в Атина и подпомагащ на града.
Мавзолеят е построен от пентелийски мрамор с първоначална площ от 9 м × 9 м, но до северната фасада се е сринал. През 15 век бил още невредим. Запазената част от паметника показва без глава седнали статуи на Филопап (средата) и неговият дядо Антиох IV (ляво), и долу релеф с изображение на триумфално шествие.